# Бузульник сибирский
Бузу́льник сиби́рский (лат. Ligulária sibírica) — вид многолетних травянистых растений из рода Бузульник семейства Астровые (Asteraceae); типовой вид этого рода.

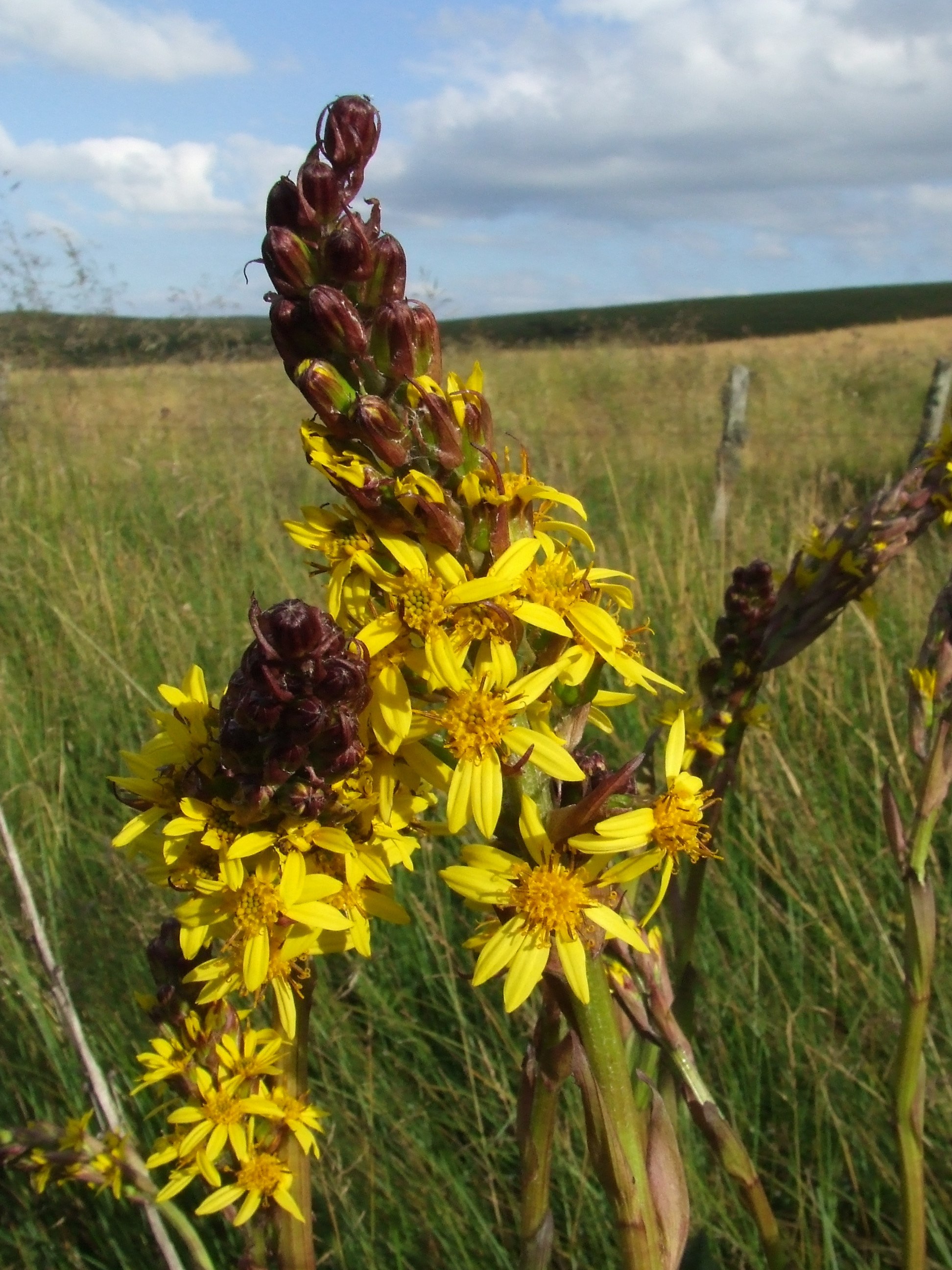
Бузульник сибирский: соцветия.

## Ботаническое описание
Растение высотой 40—150 см. Имеет короткое усечённое корневище.
Стебель прямостоячий, неразветвлённый, бороздчатый, голый, полый. Нижние листья черешковые, у основания влагалищно-расширенные; листовая пластинка большая, серцевидно-треугольная, тупая, острозубчатая. Стеблевые листья меньшего размера, с влагалищным основанием, стеблеобъемлющие, верхние — ланцетные, чешуйчатые, красновато-коричневые.
Многочисленные корзинки собраны в густую, пышную кисть: отдельные корзинки вырастают в пазухах прицветников. Обёртка однорядная, листочки обёртки (8—10) линейные, ложе неплёнчатое. Язычковые цветки золотисто-жёлтые, продолговато-яйцевидные, срединные трубчатые. Цветёт с июля по сентябрь.
Плод — яйцевидная семянка с грязно-белым хохолком.

## Распространение
Гемикриптофит, распространён в Европе и Азии в средиземноморской, умеренной и субконтинентальной климатических областях. Ареал вида охватывает почти всю территорию Европы, а также Сибирь.
Растёт в сырых затенённых местах на гумусных почвах: возле водоёмов, в зарослях кустарника, ольшаника, по берегам ручьёв, на болотистых торфяных лугах — от низин до предгорий.

## Значение и применение
Крупным рогатым скотом листья поедаются плохо. Отлично поедается алтайским маралом (Cervus elaphus sibiricus).
Иногда бузульник сибирский культивируют как декоративное садовое растение.

## Классификация

### Таксономия[5]
Ligularia sibirica Cass., Dict. Sci. Nat., ed. 2. 26: 402
Вид Бузульник сибирский относится к роду Бузульник семейства Астровые (Asteraceae) порядка Астроцветные (Asterales). Кладограмма в соответствии с Системой APG IV:
|  |                                      |  |                                   |                                   |                    |  | ещё 10 семейств | ещё 10 семейств |                     |  |  |  | еще 161 подтвержденных и 35 в статусе "непроверенных" видов и инфравидовых таксонов |
|  |                                      |  |                                   |                                   |                    |  | ещё 10 семейств | ещё 10 семейств |                     |  |  |  | еще 161 подтвержденных и 35 в статусе "непроверенных" видов и инфравидовых таксонов |
|  |                                      |  |                                   | порядок Астроцветные              |                    |  |                 |                 | род Бузульник       |  |  |  |                                                                                     |
|  |                                      |  |                                   | порядок Астроцветные              |                    |  |                 |                 | род Бузульник       |  |  |  |                                                                                     |
|  | отдел Цветковые, или Покрытосеменные |  |                                   |                                   | семейство Астровые |  |                 |                 | Бузульник сибирский |  |  |  |                                                                                     |
|  | отдел Цветковые, или Покрытосеменные |  |                                   |                                   | семейство Астровые |  |                 |                 |                     |  |  |  |                                                                                     |
|  |                                      |  | ещё 63 порядка цветковых растений | ещё 63 порядка цветковых растений |                    |  |                 | ещё 1804 рода   | ещё 1804 рода       |  |  |  |                                                                                     |
|  |                                      |  |                                   | ещё 63 порядка цветковых растений |                    |  |                 |                 | ещё 1804 рода       |  |  |  |                                                                                     |

### Инфравидовые таксоны
- в статусе подтвержденных
  - Ligularia sibirica subsp. abakanica  (Pojark.) E.Wiebe 
  - Ligularia sibirica subsp. arctica  (Pojark.) V.G.Sergienko 
  - Ligularia sibirica subsp. lydiae  (Minderova) Tzvelev 
  - Ligularia sibirica subsp. sibirica
- в статусе непроверенных
  - Ligularia sibirica var. alpestris  Turcz. 
  - Ligularia sibirica var. araneosa  DC. 
  - Ligularia sibirica var. gigantea  Serg. 
  - Ligularia sibirica var. glaberrima  DC. 
  - Ligularia sibirica var. gracilis  Serg. 
  - Ligularia sibirica var. sibirica
  - Ligularia sibirica var. vulgaris  DC.

### Синонимы
- Cineraria sibirica  L.
- Hoppea sibirica  Rchb.
- Ligularia longipes  Pojark.
- Othonna sibirica  L.
- Senecillis sibirica  Simonk.
- Senecio sibiricus  Druce

## Охрана
Занесен в Красную книгу Тверской области, выращивается в Ботаническом саду ТвГУ.